# Rudolfov
Rudolfov (deutsch Rudolfstadt) ist eine Stadt in Tschechien. Sie liegt fünf Kilometer nordöstlich des Stadtzentrums von České Budějovice und gehört zum Okres České Budějovice.

## Geographie

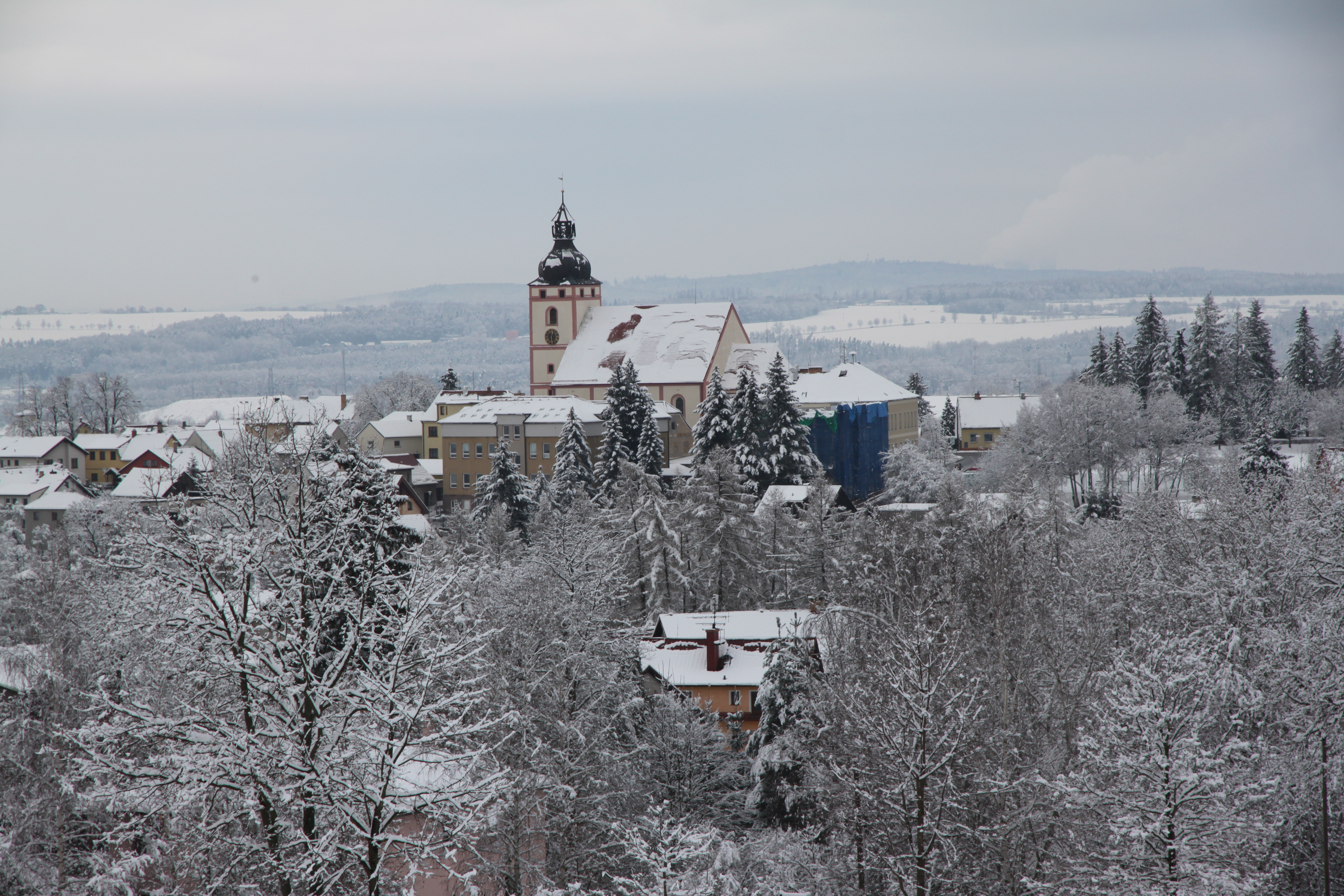
Ortsansicht

Rudolfov befindet sich am Rande der Lischauer Schwelle zwischen den Tälern des Dubičný potok und des Čertík im Südböhmischen Becken. Nordöstlich erhebt sich der Hügel Baba (578 m). Durch den Stadtteil Hlinsko verläuft die Dálnice 3.
Nachbarorte sind Adamov im Norden, Jivno und Vyhlídky im Osten, Hlincová Hora im Südosten, Dubičné im Süden, Hlinsko und Nové Vráto im Südwesten, Vráto im Westen sowie Světlík, Nemanice und Úsilné im Nordwesten.

## Geschichte
Die erste urkundliche Erwähnung des Dorfes Wes am Berg erfolgte im Jahre 1375. Die erste Nachricht über Silberbergbau in der Gegend stammt aus dem Jahr 1385. Die Silbergewinnung erreichte in der zweiten Hälfte des 16. Jahrhunderts ihre Blütezeit. 

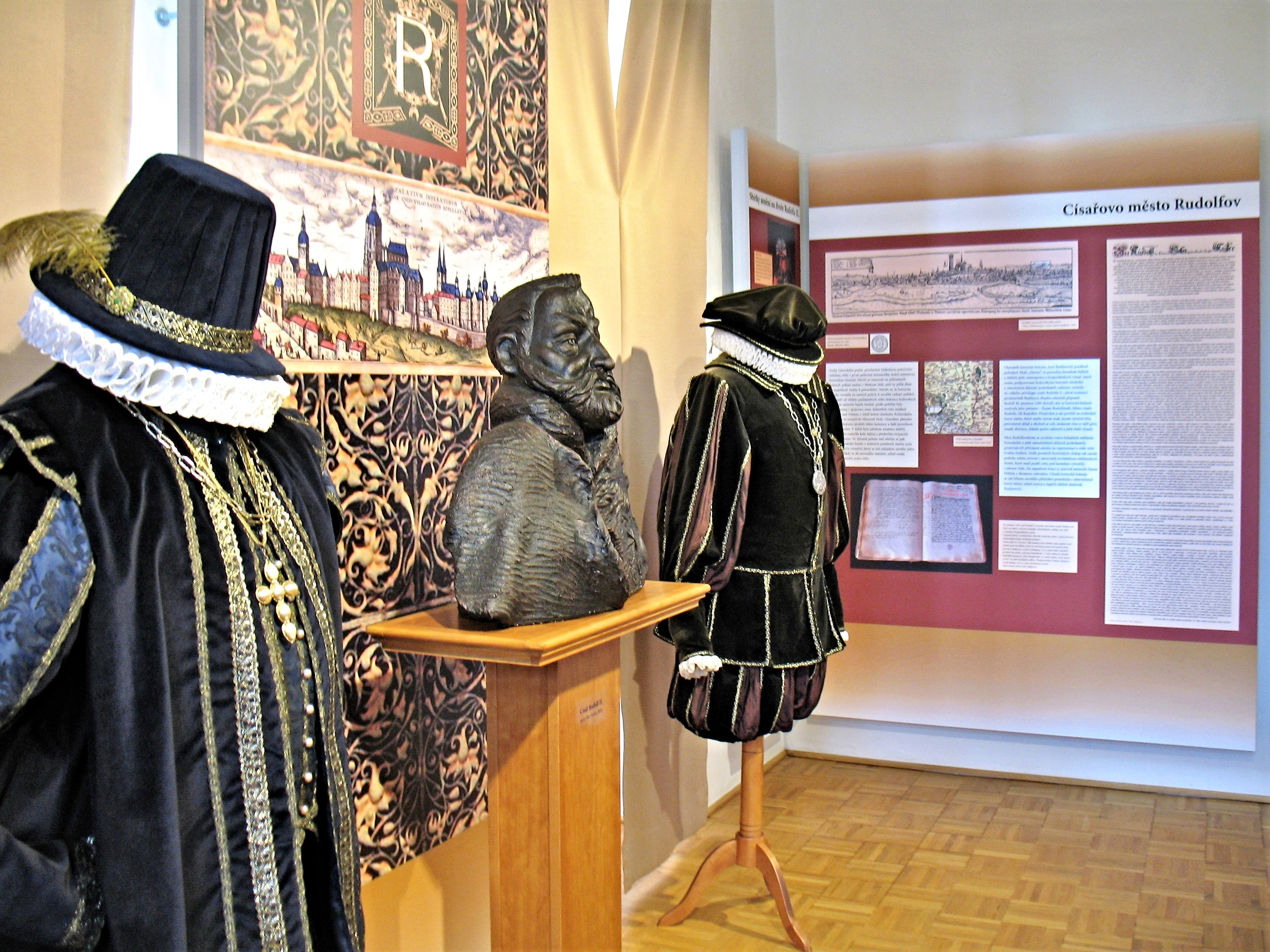
Ausstellung im Bergbaumuseum

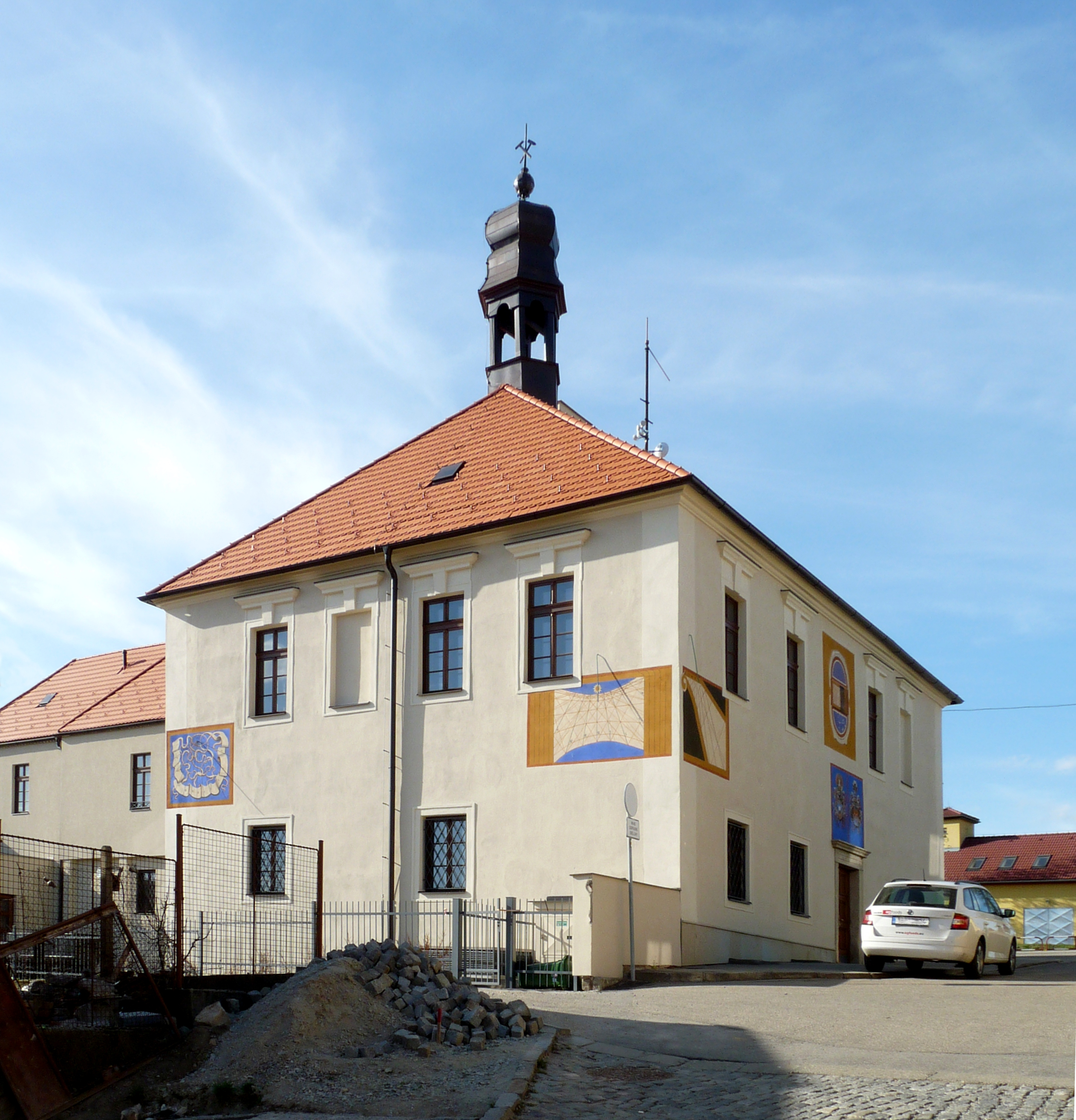
Ehemaliges Rathaus, seit 2014 Bergbaumuseum

In dieser sechzigjährigen Hauptbetriebsphase gehörten die Große Bergstadt und die Kleine Bergstadt neben Sankt Joachimsthal und Kuttenberg zu den bedeutendsten Silberbergbaugebieten Böhmens. Ab 1569 wurde ein Großteil des gewonnenen Silbers in der neu eingerichteten Münzstätte im verwaisten Dominikanerkloster Budweis vermünzt. 1585 erhob Kaiser Rudolf II. die Große Bergstadt zur Königlichen freien Bergstadt Kayser Rudolffstadt. Die Bergstadt wurde Sitz eines königlichen Bergamtes und war mit 250 Häusern eine der größten Städte in Südböhmen.
Ihr Niedergang begann im 17. Jahrhundert. 1611 fiel das Passauische Kriegsvolk, ein Söldnerheer des Fürstbischofs Leopold von Passau, das plündernd und mordend durch Südböhmen zog, in die Stadt ein und verwüstete die Bergwerksanlagen. Wenig später, bereits 1618 zu Beginn des Dreißigjährigen Krieges, fanden Kämpfe bei Budweis statt. Während Budweis an der Seite Kaiser Ferdinands II. stand, unterstützte Rudolfstadt die aufständischen Stände. 1619 eroberte der kaiserliche General Charles Bonaventure de Longueval, Comte de Bucquoy die Stadt und ließ sie für den Verrat in Schutt und Asche legen. Ferdinand II. entzog Rudolfstadt 1620 sämtliche Privilegien und überließ sie seinem General Baltasar von Marradas als untertänige Stadt.
Im 17. Jahrhundert begann ein teilweiser Wiederaufbau der zerstörten Stadt, die nie wieder ihren ursprünglichen Ruhm und ihre ursprüngliche Pracht erlangte. 1784 wurde das Bergamt nach Gutwasser verlegt. Im 19. Jahrhundert setzte ein erneuter Aufschwung der Stadt ein. 
Nach der Aufhebung der Patrimonialherrschaften bildete Rudolfstadt/Rudolfov ab 1850 mit dem Ortsteil Wesamberg/Vesce eine Stadtgemeinde im Bezirk Budweis. 1899 konsolidierten die Gewerken der Umgebung zur Rudolfstädter Erzbergbaugewerkschaft mit Sitz in Budweis, die 1944 aufgelöst wurde.
Zwischen 1950 und 1961 war die Stadt dem Okres České Budějovice-okolí zugeordnet und kam nach dessen Auflösung zum Okres České Budějovice zurück. In der zweiten Hälfte des 20. Jahrhunderts verschmolz Vesce mit Rudolfov und verlor seinen Status als Ortsteil. Im Jahre 1976 wurden Adamov und Hlinsko eingemeindet, 1990 erhielt Adamov seine Selbständigkeit zurück.

## Stadtgliederung
Die Stadt Rudolfov besteht aus den Ortsteilen Hlinsko (Hlinz) und Rudolfov (Rudolfstadt), die zugleich auch Katastralbezirke bilden. Beide Gemarkungen sind durch die Gemeinde Dubičné und Vráto voneinander getrennt.
Zum Ortsteil Rudolfov gehören die Ansiedlungen Na Vyhlídce und Veska (Wes am Berg, auch Wesamberg).

## Bevölkerungsentwicklung
| Jahr      | 1869 | 1880 | 1890 | 1900 | 1910 | 1921 | 1930 | 1950 | 1961 | 1970 | 1980 | 1991 | 2001 | 2011 | 2021 |
| --------- | ---- | ---- | ---- | ---- | ---- | ---- | ---- | ---- | ---- | ---- | ---- | ---- | ---- | ---- | ---- |
| Einwohner | 1320 | 1403 | 1591 | 1623 | 1940 | 2096 | 1979 | 1926 | 1741 | 1877 | 2142 | 2303 | 2390 | 2418 | 2489 |

## Sehenswürdigkeiten

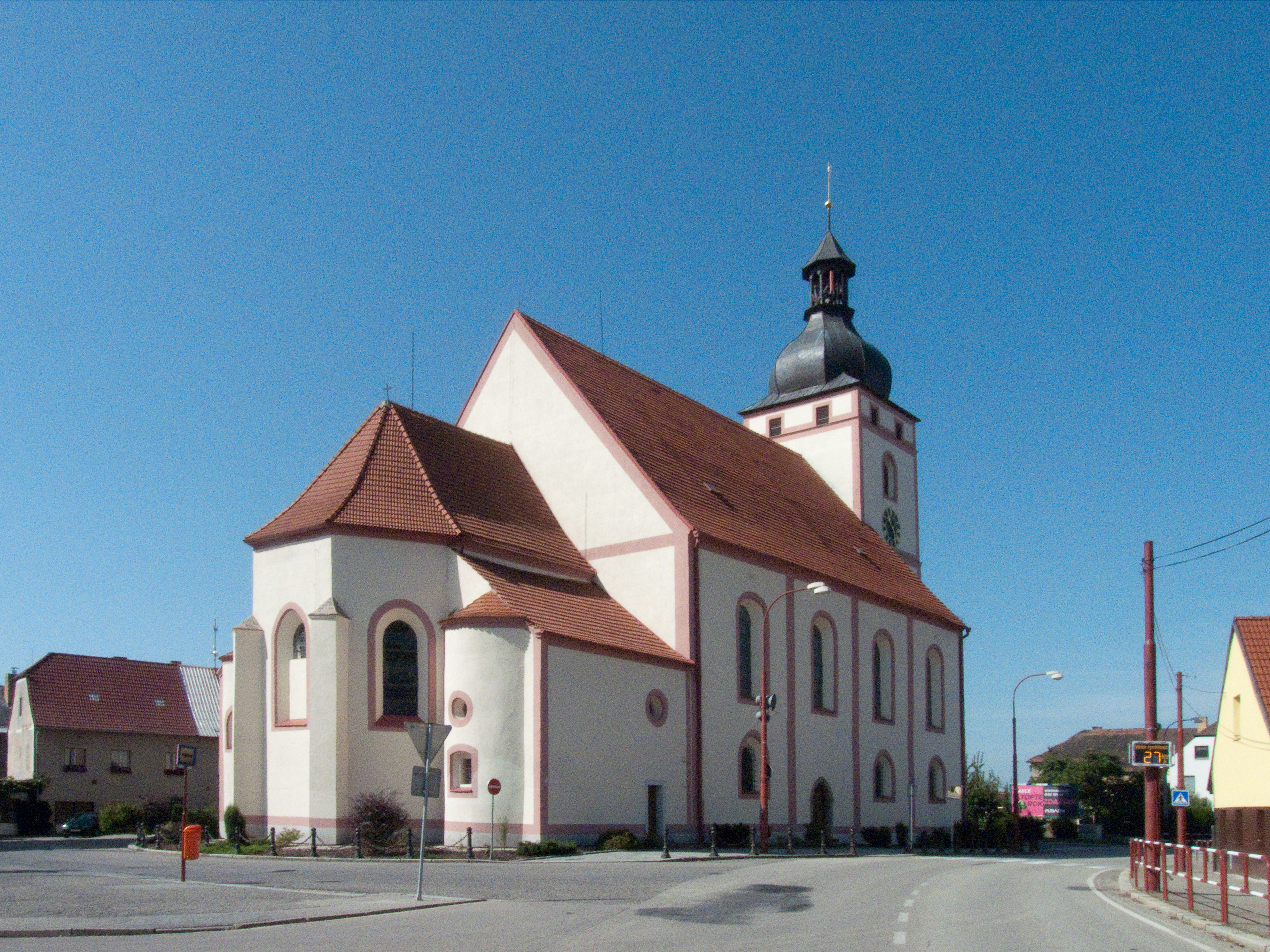
Hallenkirche St. Veit, Rudolfov

- Hallenkirche St. Veit, der Renaissancebau wurde zwischen 1554 und 1583 als evangelische Domkirche errichtet
- Rathaus, zum Ende des 16. Jahrhunderts als königlichen Bergamtshaus errichtet
- barockes Schloss Rudolfov, das im 16. Jahrhundert errichtete Bauwerk wurde in der ersten Hälfte des 17. Jahrhunderts für Baltasar von Marradas umgestaltet. Zwischen 1768 und 1991 diente es als Munitionsdepot und Militärmagazin
- Schlösschen Lustenek (Lusteneck), das um 1583 für den kaiserlichen Salzbeamten Georg Pirchinger von Lusteneck erbaute Schlösschen. Zu Beginn des 17. Jahrhunderts gehörte es dem Bergbauunternehmer Johann Hölzel von Sternstein, der Glaubensflüchtlingen aus der Steiermark und Kärnten Unterschlupf gewährte. 1622 erwarb die Diözese Budweis das Schloss. Unter dem Dekan Johann Veit Schwantle erfolgte zwischen 1707 und 1722 eine barocke Neugestaltung.
- Bergbaumuseum
- Bergbaulehrpfad

## Töchter und Söhne der Stadt
- Zdeněk Mathauser (1920–2007), tschechischer Germanist und Philosoph